# Респироцит
Респироцитите (на английски: respirocyte) са хипотетични, микроскопични, изкуствени червени кръвни клетки, които са предназначени да емулират функцията на техните органични колеги, така че да допълнят или заменят функцията на голяма част от нормалната дихателна система на човешкото тяло. Респироцитите са предложени от Робърт А. Фрайтас-младши в своята книга от 1998 г. „Механична изкуствена червена кръвна клетка: Изследователски дизайн в медицинската нанотехнология“.
Респироцитите са пример за молекулярна нанотехнология, област на техниката, която все още е в най-ранната, чисто хипотетична фаза на развитие. Настоящата технология не е достатъчна за изграждане на респироцити поради недостига на мощност, затруднената манипулация от атомен мащаб, възможните имунни реакции или токсичност, изчисления и комуникация.

## В литературата
В романа-антиутопия на Дийн Кунц, „Шадоу Стрийт 77“ една от наномашините, допринесла за дехуманизацията и изчезването на човечеството е респироцит.